# Rezoluția 753 a Consiliului de Securitate al ONU
Rezoluția 753 a Consiliului de Securitate al Organizației Națiunilor Unite, adoptată fără vot la 18 mai 1992, după examinarea cererii de aderare a Republicii Croația și cercetarea raportului întocmit de Comitetul pentru admiterea de noi membri, a recomandat Adunării Generale admiterea Croației ca stat membru al Organizației Națiunilor Unite. Recomandarea a venit în contextul destrămarii Iugoslaviei. și a marcat confirmarea statalității și a legitimității internaționale a noului stat.

## Efect
Adunarea Generală a admis Croația ca stat membru al Organizației Națiunilor Unite la 22 mai 1992. Ședința Adunării Generale a fost prezidată de ambasadorul saudit Sinan Shihabi, în prezența secretarului general al ONU Boutros Boutros Ghali. Croația a fost acceptată ca membru al ONU prin aclamația celor prezenți în Sala Mare. Odată cu Croația, au fost admise ca membre cu drepturi depline ale ONU fostele state iugoslave Slovenia și Bosnia și Herțegovina. Delegația croată a fost condusă la această ședință de președintele Franjo Tuđman, care a declarat în discursul său că noul stat Croația și-a apărat libertatea și democrația în „Războiul imperialismului sârb”, a câștigat astfel recunoașterea internațională și că dorea acum să devină „un pilon al păcii și stabilității în regiune”.
Secretarul general al ONU, Boutros Boutros-Ghali, a condus apoi delegațiile celor trei țări nou admise la intrarea principală a clădirii Națiunilor Unite, unde au fost arborate drapelele lor, și a subliniat cu acel prilej că apartenența la ONU aduce drepturi, dar și obligații. Evenimentul ceremonial al ridicării drapelului a avut loc în prezența a numeroși diplomați și a mii de expatriați croați.